# Westerplattei csata
A westerplattei csata a német invázió lengyelországi hadjáratának első csatája volt, mely a második világháború kezdetét jelentette Európában. 1939. szeptember 1-jén a német haditengerészeti erők megtámadták a lengyel Katonai Tranzit Raktárat (Wojskowa Składnica Tranzytowa, WST) a Westerplatte-félszigeten, Danzig Szabad Város (ma Gdańsk) kikötőjében. A helyőrség kevesebb mint 200 katonából állt, ennek ellenére egy hétig ellenállt a súlyos támadásoknak, amelybe zuhanóbombázások is tartoztak.
A Westerplatte védelme példaértékű volt a lengyel hadsereg többi alakulata számára, tekintettel arra, hogy az ország több részétől eltérően a német előrenyomulás itt megtorpant. A csata története máig a hadjáratban való ellenállás szimbólumaként maradt fenn. A hely egyike Lengyelország hivatalos nemzeti történelmi műemlékeinek, 2003. szeptember 1-jei kijelölése óta.

## Előzmények
1925-ben a Népszövetség tanácsa 88 katona jelenlétét engedélyezte Lengyelországnak a Westerplatte-félszigeten, de titokban a helyőrség fokozatosan 176 katonára és hat tisztre bővült. A raktár (WST) területe el volt különítve Danzig Szabad Városának Új Kikötőjétől a kikötői csatornával, és csak egy keskeny kikötőgát kötötte össze a szárazfölddel; a lengyel kézen levő terület téglafallal volt elválasztva Danzig területétől. A Westerplattén épült erődítmények valójában nem voltak túl hatékonyak: sem valódi bunkerek, sem földalatti járatok nem készültek. Mindössze öt kis beton őrház volt elrejtve a félsziget erdejében, valamint a nagy laktanyák voltak védelemre felkészítve tábori erődítmények (árkok, úttorlaszok) hálózatával megerősítve. Az őrházak pincéi alkalmasak voltak nehézgéppuska-lőállások kiépítésére. Háború esetén a védőknek 12 órás folyamatos támadást kellett visszaverniük.

## A csata előtt

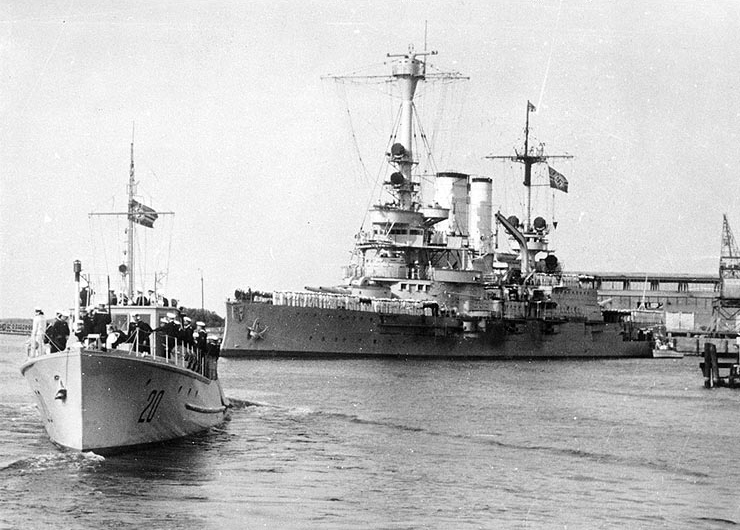
SMS Schleswig-Holstein csatahajó a Westerplatténál

1939 augusztusának végén a német SMS Schleswig-Holstein csatahajó Danzigba érkezett, baráti látogatás ürügyén, és lehorgonyzott a kikötőben, 150 méterre a Westerplattétól. A fedélzetén kommandós rohamosztag (Stoßtruppen) várakozott azzal a paranccsal, hogy augusztus 26. reggelén indítsanak támadást a Westerplatte ellen. Röviddel a partraszállás előtt azonban Adolf Hitler visszavonta a parancsot, mivel Nagy-Britannia és Lengyelország kölcsönös védelmi szerződést kötött 25-én, továbbá az olaszok is bizonytalannak mutatkoztak a németekkel kötött szerződés feltételeinek teljesítését illetően. Így a támadást elhalasztották.
A németek rendelkeztek egy 1500 főből álló SS-Heimwehr rohamosztaggal, Friedrich-Georg Eberhardt rendőrségi vezérezredes parancsnoksága alatt, ezenkívül 225 tengerészgyalogossal, Wilhelm Henningsen hadnagy vezetése alatt. Az általános irányítás Gustav Kleikamp ellentengernagy kezében volt, a Schleswig-Holstein fedélzetén. Hajóját 26-án messzebbre irányította a szárazföldtől. Henryk Sucharski őrnagy fokozott készültséget rendelt el a helyőrségben.

## A csata
1939. szeptember 1-jén, helyi idő szerint 04:48-kor Németország megkezdte Lengyelország invázióját, kirobbantva ezzel a második világháborút. A Schleswig-Holstein váratlanul sortüzet nyitott a lengyel helyőrségre, mely 182 katonából és 27 civil tartalékosból állt. Sucharski őrnagy rádióüzenetet küldött a Hel-félszigetre: „SOS: tűz alatt vagyok”. Három rés keletkezett a téglafalon, az olajraktárak pedig lángoltak a délkeleti szektorban. 8 perccel később Wilhelm Henningsen hadnagy tengerészeti rohamosztaga a Schleswig-Holsteinről három szakaszban elindult előre, míg a Wehrmacht műszaki katonái felrobbantották a vasúti kaput a földnyelven, könnyű győzelmet remélve a meglepett lengyelek felett. Wojciech Najsarek lengyel törzsőrmestert géppuskatűz ölte meg; a csata és egyben a háború első áldozata volt. A németek hamarosan átjutottak a tüzérség által betört téglafalon, ekkor azonban jól előkészített csapdában találták magukat. Bekerültek a rejtett lengyel lőállások kereszttüzének zónájába (a németek azt hitték, hogy fákon elrejtőzött mesterlövészek is lőnek rájuk, de a valóságban nem ez volt a helyzet), míg a szögesdrót-akadályok hatásosan blokkolták a gyors mozgást. A lengyelek kiiktatták a német rendőrosztag (Schupo) géppuskafészkét, Leon Pająk hadnagy pedig alapos taracktüzet zúdíttatott az előretörő németekre, akik megtorpantak és megszakították a támadást. Az egyetlen lengyel 76,2 mm-es tábori ágyú kiiktatta a géppuskafészkeket a raktárak tetején, melyek a kikötői csatorna mentén voltak, de 28 lövés leadása után a német csatahajó megsemmisítette az ágyút.
Az előőrsök parancsnokainak taktikája, amivel becsalogatták a németeket a csapdába – hagyva, hogy belesétáljanak a tűzvonalba – vezetett ezekhez a súlyos veszteségekhez. A lengyel aknavetőtűz, melyet megfigyelők precízen irányítottak előretolt állásaikból, hozzájárult a pusztításhoz. Az akadályok rendszere, melyet a WST katonái 1939 tavaszán és nyarán készítettek elő, bonyolulttá tette a mozgást a németek számára a liget körül, mely a Westerplatte volt (régebben népszerű fürdőhely).

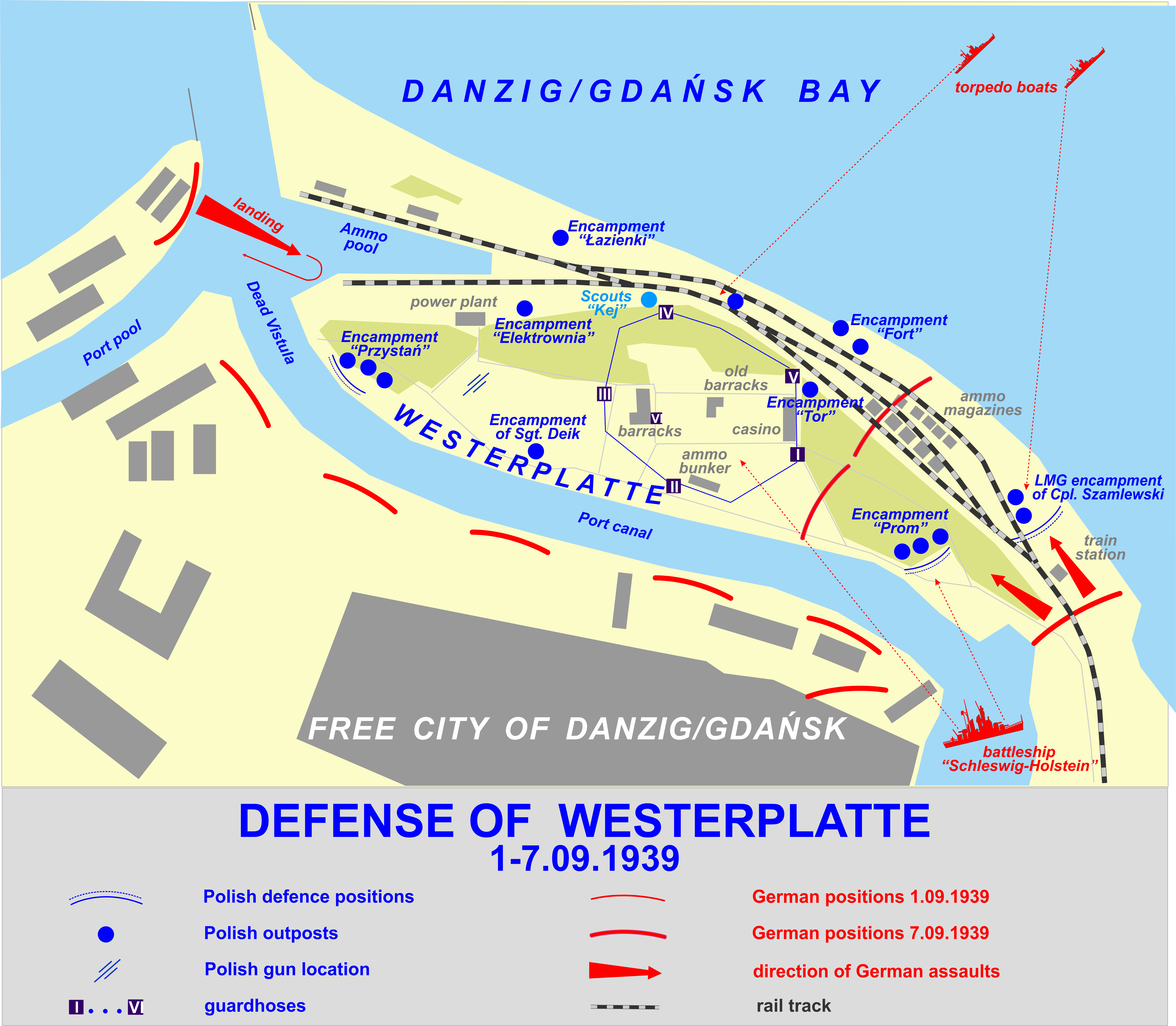
A csata térképe

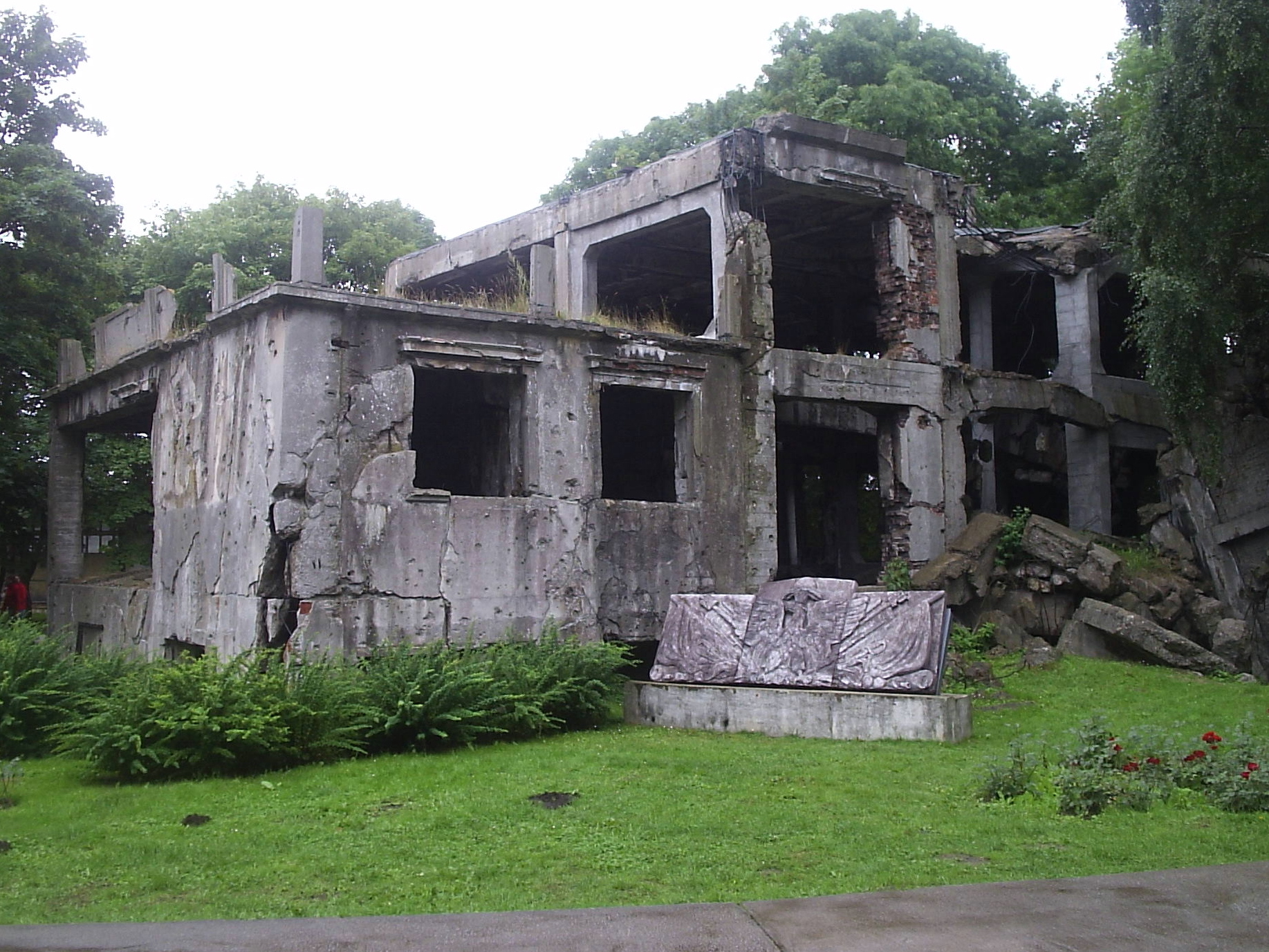
Westerplattei laktanya romja

06:22-kor a tengerészgyalogosok kétségbeesetten jelezték a hajónak rádión, hogy súlyos veszteségeik vannak, és visszavonultak („Verluste zu groß, gehen zurück”); a danzigi rendőrség ezalatt megpróbálta ellenőrzése alá vonni a kikötőt Westerplatte másik felén, de legyőzték őket. A veszteségek ötven német és nyolc lengyel katonára rúgtak. A németek 08:55-kor próbálkoztak újra, de aknák, kidőlt fák, szögesdrót és erős ellenséges tűz fogadta őket. Délre az összes SS-katona elmenekült, Henningsen pedig halálos sebet kapott. Az első támadást a lengyelek megállították, a második támadást pedig azon a reggelen (tüzérségi előkészítés után, mely 90 db 280 mm-es, 407 db 170 mm-es és 366 db 88 mm-es lövedékből állt) olyan keményen visszaverték, hogy a németek váratlanul nagy veszteségeket szenvedtek. A lengyelek végül visszavonultak a „Wał” és „Prom” őrhelyekről (és egy időre az „Erőd”-ből is), szűkítve a védelmi gyűrűt a félsziget központjában található Új kaszárnyák köré. A harc első napján a lengyel fél vesztesége egy halott és hét sebesült volt (hárman később haltak meg, közülük ketten fogságba esésük után egy német kórházban). A másik oldal, a német tengerészgyalogság tizenhat halottat és 120 sebesültet (különböző mértékű sérülések) veszített, a 225 harcba indult katona nagy részét. A német veszteségek még ennél is nagyobbak lehettek volna, ha a lengyel parancsnok, Henryk Sucharski őrnagy nem ad utasítást az aknavetők kezelőinek a tüzelés beszüntetésére. Takarékoskodni akart ugyanis a lőszerrel, így csak néhány sortüzet lőttek ki (e parancs következtében csak 104-et használtak el a 860 lőszerből, mivel másnap megsemmisültek az aknavetőik).

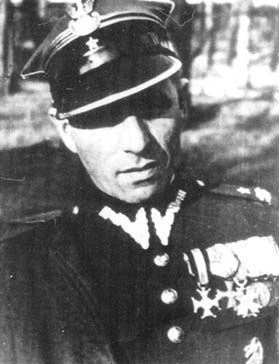
Henryk Sucharski

Franciszek Dąbrowski százados

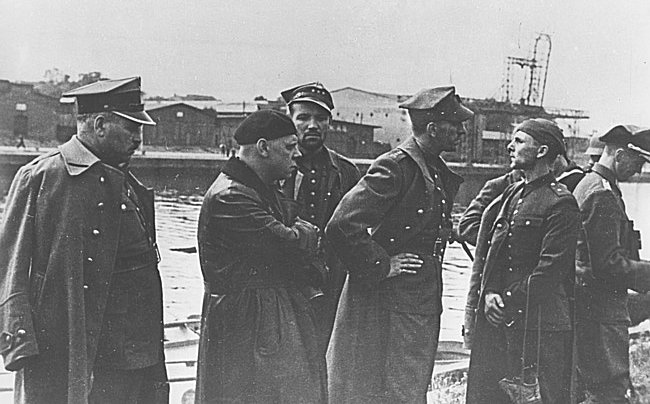
Lengyel tisztek (hadifogolyként), a Westerplatte védői, 1939. Balról: Edward Szewczuk zászlós, Stefan Grodecki hadnagy, Mieczysław Słaby százados, Franciszek Dąbrowski százados, Zdzisław Kręgielski hadnagy

A következő napokban a németek tengerészeti és nehéz tábori tüzérséggel-köztük egy 210 mm-es tarackkal lőtték a félszigetet, első világháborús holdbéli tájjá változtatva azt. Eberhardt meggyőzte Fedor von Bock tábornokot, hogy a szárazföldi támadás nem lehetséges. A pusztító, két hullámban végrehajtott légicsapást hatvan Junkers JU 87 „Stuka” zuhanóbombázó alkotta szeptember 2-án (összesen 26,5 tonna bomba). Ez a támadás kiiktatta a lengyel aknavetőket, közvetlenül eltalálta az 5-ös őrházat (teljesen megsemmisítve azt egy 500 kg-os bombával), ezenkívül megölt legalább nyolc lengyel katonát; továbbá megsemmisült a lengyelek egyetlen rádiója és az összes élelmiszerkészletük is. A légicsapás a Westerplatte egész területét hatalmas füstfelhővel takarta be. A német megfigyelők úgy gondolták, hogy senki sem élhette túl ezt a bombázást. Ennek ellenére szeptember 3. és 4. éjjelén több német támadást is visszavertek a lengyelek. Szeptember 4-én a német T-196-os torpedónaszád meglepetésszerű támadást intézett a tengerpart felől. A „Wał” őrhelyet kiürítették, és már csak az „Erőd” állás akadályozta meg a támadást az északi oldalról. Szeptember 5-én az idegösszeroppanásos Sucharski haditanácskozást tartott, ahol a Westerplatte megadását sürgette; helyettese, Franciszek Dąbrowski százados azonban átvette az irányítást. Néhány óvatos, puhatolózó támadást, melyeket a német tengerészgyalogság, a danzigi SS és rendőrség, valamint a Wehrmacht hajtott végre, ismét visszavertek a lengyelek. 03:00-kor, az egyik ilyen támadás alkalmával lángoló vonatot indítottak a földnyelv ellen, de ez kudarcba fulladt, mivel a rémült vezető túl korán kapcsolódott le a szerelvényről. Nem sikerült elérnie az olajtartályt, viszont felgyújtotta az erdőt, mely értékes fedezéket nyújthatott volna a támadóknak. Az égő vasúti kocsik következtében a németek ismét súlyos veszteségeket szenvedtek. A második ilyen támadást délután hajtották végre, de ez sem járt sikerrel. Eközben a Lengyel Rádió folyamatosan sugározta az üzenetet: „Westerplatte még mindig harcol” -a csata minden reggelén. Minden egyes nap, amíg a Westerplatte kitartott, megalázó volt Hitler számára, aki dühöngött a késedelem miatt. A második haditanácskozás megtartása után az őrnagy a megadás mellett döntött; a német hadsereg ekkor már Varsó közelében volt, a lengyel sebesülteknél pedig üszkösödés jelent meg. Szeptember 7-én, 04:30-kor a németek erős tüzet nyitottak a Westerplattéra, mely 07:00-ig tartott. Lángszórókkal megsemmisítették a 2-es őrházat, és megrongálták az 1-est, valamint a 4-est. Az ostromlott helyőrségnek nem volt elegendő vize, és hiányzott a megfelelő orvosi ellátás is; Mieczysław Słaby százados, a WST orvosi tisztje képtelen volt biztosítani az alapellátást a sebesült katonáknak.
09:45-kor megjelent a fehér zászló; a lengyel védelem úgy lenyűgözte a németeket, hogy a német parancsnok, Friedrich-Georg Eberhardt engedélyezte Sucharskinak tiszti szablyájának megtartását a fogságban is (később jelképesen elkobozták tőle). Ezzel egyidőben a lengyel rádiós tisztet, Kazimierz Rasińskit a németek meggyilkolták, már a kapituláció után; kegyetlen vallatását követően is megtagadta a rádiókódok átadását, ezért agyonlőtték.
Sucharski átadta a helyőrséget Kleikampnak, a németek pedig már teljes díszben parádéztak, mikor a lengyel helyőrség kivonult, még mindig büszkén és vigyázzban. Megközelítőleg 3400 német katona vett részt a kis lengyel helyőrség elleni egyhetes hadműveletben.

## Következmények

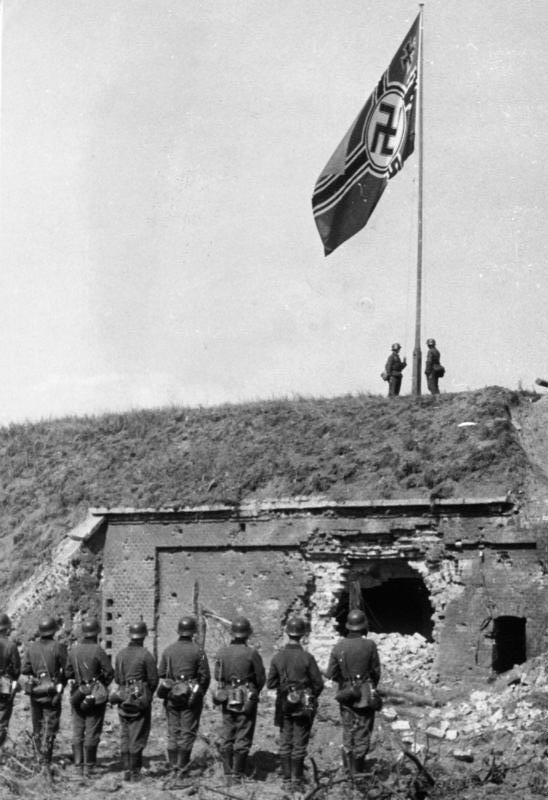
Német zászló a Westerplattén

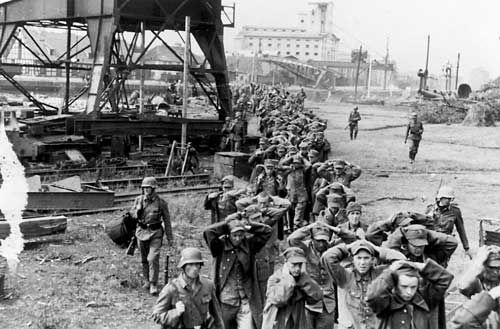
Lengyel katonák fogságba vonulása a Westerplatte kapitulációja után. Danzig, 1939. szeptember 7.

A német veszteségek nem ismertek pontosan, de manapság körülbelül 200-300, vagy még ennél is több halottra és sebesültre tehetőek. Elképzelhető, hogy néhányukat saját tűz találta el, különösen az a csatahajó, mely eleinte a célponthoz túl közel horgonyzott. A lengyel veszteségek jóval alacsonyabbak voltak: tizenöt-húsz halott és 53 sebesült. Azonosított elesettek: Jan Ciwil közlegény, Jan Gebura tizedes, Władysław Jakubiak tüzér, Konstanty Jezierski közlegény, Józef Kita közlegény, Andrzej Kowalczyk tizedes, Mieczysław Krzak közlegény, Wojciech Najsarek őrmester, Władysław Okraszewski közlegény, Bronisław Perucki tizedes, Adolf Petzelt mestertizedes, Antoni Piróg közlegény, Kazimierz Rasiński őrmester, Bronisław Uss közlegény, Ignacy Zatorski közlegény, Zygmunt Zięba közlegény. Vita övezi az 1940-ben feltárt temetkezési helyet, amely öt azonosítatlan lengyel katona holttestét rejtette. Elképzelhető, hogy bajtársaik végezték ki őket dezertálási kísérlet miatt. A veszteségekhez sorolható még nyolc lengyel hadifogoly, akiket valószínűleg megkínoztak, és nem élték túl a német fogságot.
További vita övezi a lengyel helyőrség parancsnoki tisztjének, Henryk Sucharskinak, valamint a végrehajtó tisztnek, Franciszek Dąbrowski századosnak a nevét. Sucharski őrnagyot – aki a háborút túlélte, de 1946-ban meghalt – dandártábornokká léptették elő, és megkapta a legmagasabb lengyel katonai kitüntetést, a Virtuti Militarit. Ennek ellenére nagyon ellentmondásos alakká vált, miután 1990-ben előkerült a korábban ismeretlen beszámoló a csatában betöltött szerepéről (Dąbrowski százados halála után derült ki, hogy Sucharski a harcok nagy része idején idegösszeroppanásos állapotban volt, de a lengyel tisztek egymás között megfogadták, hogy becsületből ezt életük folyamán nem hozzák nyilvánosságra). A Westerplatte szinte történelmi vita tárgyává vált, melyet Dr. Janusz Marszalec a lengyel Nemzeti Emlékezet Intézetéből a következőképpen foglalt össze:
A vita központi részét az a kérdés képezi, hogy ki irányította a Westerplatte védelmét: Henryk Sucharski őrnagy, vagy Dąbrowski százados. Meglepő módon ennek a kérdésnek a megvitatásába nem igazán kapcsolódnak be a történészek, mióta nincs jelen az akadémiai viták között. Általában az interneten és a sajtóban vetődik fel a téma, a történelem iránt szenvedélyesen érdeklődő emberek körében. Különböző meg nem erősített források szolgálnak a téma alapjául; az érdeklődők hajlamosak érzelmeik és szenvedélyeik alapján ítélni, ezért nehéz alkalmazni a „sine era et studio” (harag és elfogultság nélkül, pártatlanul) elveit. A vita túlment az internetes rajongók szűk körén, beférkőzve a tömegkommunikációba is egy film révén, mely közpénzből készült azzal a céllal, hogy bemutassa az új „igazságot” a Westerplatte védelméről. Erről a kísérletről részletes elemzés nélkül csak annyi hangsúlyozható, hogy semmi közös nincs benne a Westerplatte védelméről szóló megerősített történelmi ismereteinkkel kapcsolatban ... A vitákra való tekintet nélkül, Sucharski és a WST kétszáz védője mindenki körében tiszteletteljes emlékként maradt fenn; függetlenül attól, hogy az utolsó töltényig akartak-e védekezni, vagy már 12 órával a Schleswig-Holstein első lövése után le akarták-e tenni a fegyvert.

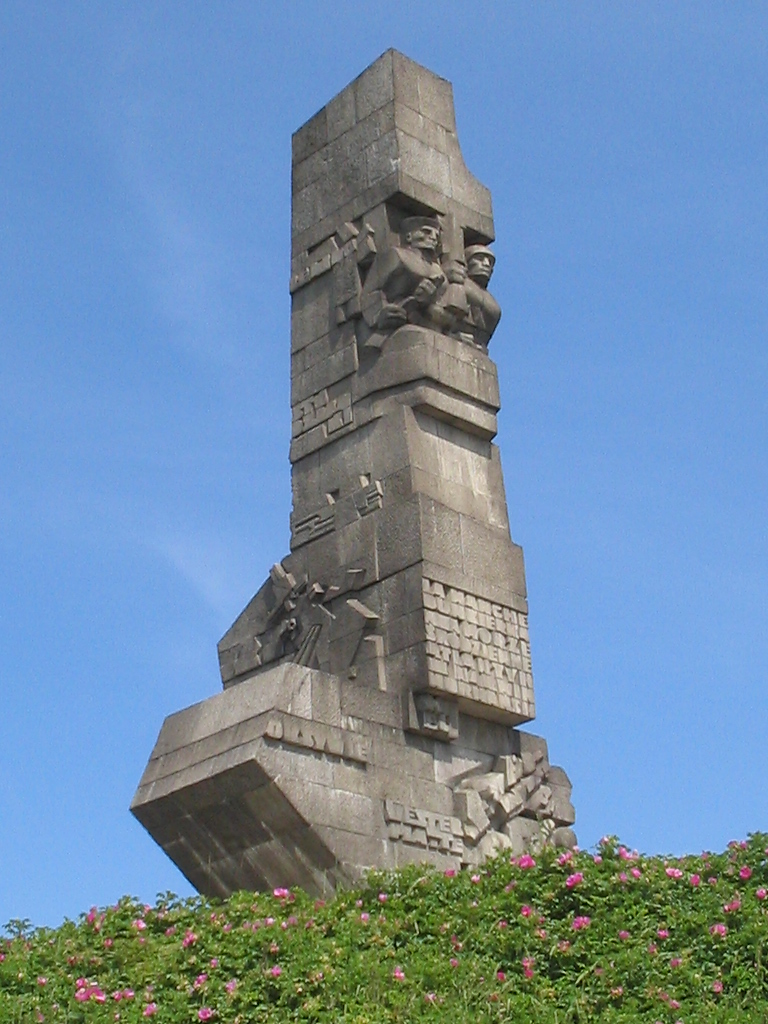
Emlékmű

A Westerplatte védelme már a háború alatt példaként szolgált a lengyel hadseregnek és a népnek, hiszen a németek sikeres inváziója itt megakadt. Máig a hadjáratban való ellenállás szimbólumaként tartják számon; a lengyel Thermopülaiként. Konstanty Ildefons Gałczyński lengyel költő széles körben ismert verset írt a csatáról, Pieśń o żołnierzach Westerplatte (Ének Westerplatte katonáiról) címmel. A vers tükrözi a második világháború késői éveinek közismert lengyel mítoszát, mely szerint az összes védő elesett a csatában, harcolva az utolsó emberig. A Lengyel Néphadsereg katonai egységét 1943-ban a védők emlékére nevezték el (a Westerplatte védőinek 1. lengyel páncélosdandárja). A háború utáni években több tucat iskolát és hajót szintén „Westerplatte hősei” vagy „Westerplatte védői” után neveztek el Lengyelországban. A félsziget laktanyáinak és őrházainak romjai máig fennmaradtak. A háború után az őrházak egyikét, melyet néhány száz méterrel odébb költöztettek, múzeummá alakították át; bejáratát két oldalról a Schleswig-Holstein 280 mm-es ágyúinak két lövedéke támasztja.

## Harcrend

### Németek
- Haditengerészeti hajók:
  - Schleswig-Holstein csatahajó
  - Két torpedónaszád: T-196 és T-963
- Eberhardt csoport:
  - 3. tengerészeti rohamosztag (elit tengerészgyalogos század) és egy alárendelt utász-szakasz
  - Egy független tüzér-osztály
  - A danzigi rendőrség partiőrségének egysége, valamint szárazföldi rendőrezredek
  - SS Heimwehr rohamosztag (a helyi SS erőkből), köztük az SS Wachsturmbann Eimann egység (az alakuló 3. Totenkopf SS-páncéloshadosztály része)
- További egységek Ju 87 B-k Lengyelország felett
(1939 szeptember/október)
  - Légierő:

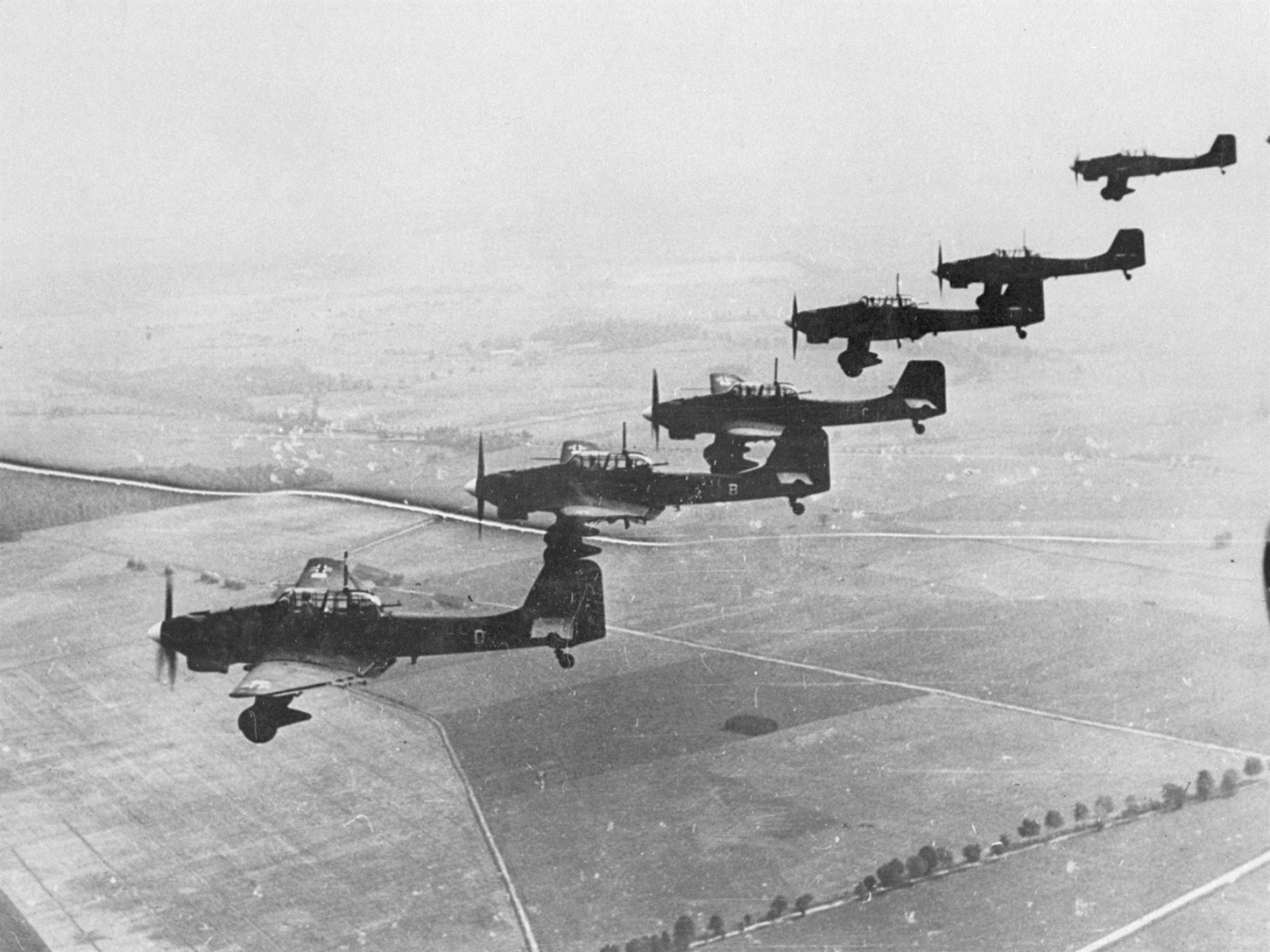
Ju 87 B-k Lengyelország felett
(1939 szeptember/október)

    - Összesen 40-60 Junkers JU 87 „Stuka” bombázó, továbbá hét másik repülőgép (Heinkel He 51 és Junkers Ju 52) vett részt a Westerplatte ostromában.

  - A német szárazföldi erők rendelkeztek még néhány ADGZ nehéz páncélgépkocsival, körülbelül 65 tüzérségi löveggel (2 cm-es FlaK 30 légvédelmi ágyúk, 3,7 cm-es PaK 36 páncéltörő ágyúk, 10,5 cm-es leFH 18 könnyűtarackok, 21 cm-es Mörser 18 nehéztarackok), körülbelül 100 géppuskával, ismeretlen számú közepes aknavetővel, és Flammenwerfer 35 lángszórókkal.

### Lengyelek
- 1939 augusztusáig a Westerplatte helyőrsége 182 katonára és 27 civil tartalékosra bővült.
- A WST védőinek fegyverzete egy 76,2 mm-es wz. 02 tábori ágyúból, két Bofors 37 mm-es wz. 36 páncéltörő ágyúból, és négy Stokes-Brandt 81 mm-es wz. 31 közepes aknavetőből állt. A helyőrség erősebb oldalán aránytalanul nagyszámú géppuska állt rendelkezésükre (41 géppuska, ebből 16 nehézgéppuska). Rendelkeztek még 160 puskával, 40 pisztollyal, és 1000 darab körüli kézigránáttal.

## Film
1967-ben és 2013-ban is készült film a csatáról, az általánosan elfogadott vélemény szerint az 1967-ben készült változat a hitelesebb, melyet az eredeti helyszínen forgattak, és a fegyverek, felhasznált kellékek is eredetiek.
- Westerplatte (1967) Westerplatte cały film lengyel nyelven
- Tajemnica Westerplatte (2013) Tajemnica Westerplatte film lengyel nyelven angol felirattal

## Fordítás
Ez a szócikk részben vagy egészben  a   Battle of Westerplatte című angol Wikipédia-szócikk ezen változatának fordításán alapul.  Az eredeti cikk szerkesztőit annak laptörténete sorolja fel. Ez a jelzés csupán a megfogalmazás eredetét és a szerzői jogokat jelzi, nem szolgál a cikkben szereplő információk forrásmegjelöléseként.